# Ferdinand Schmidt-Modrow

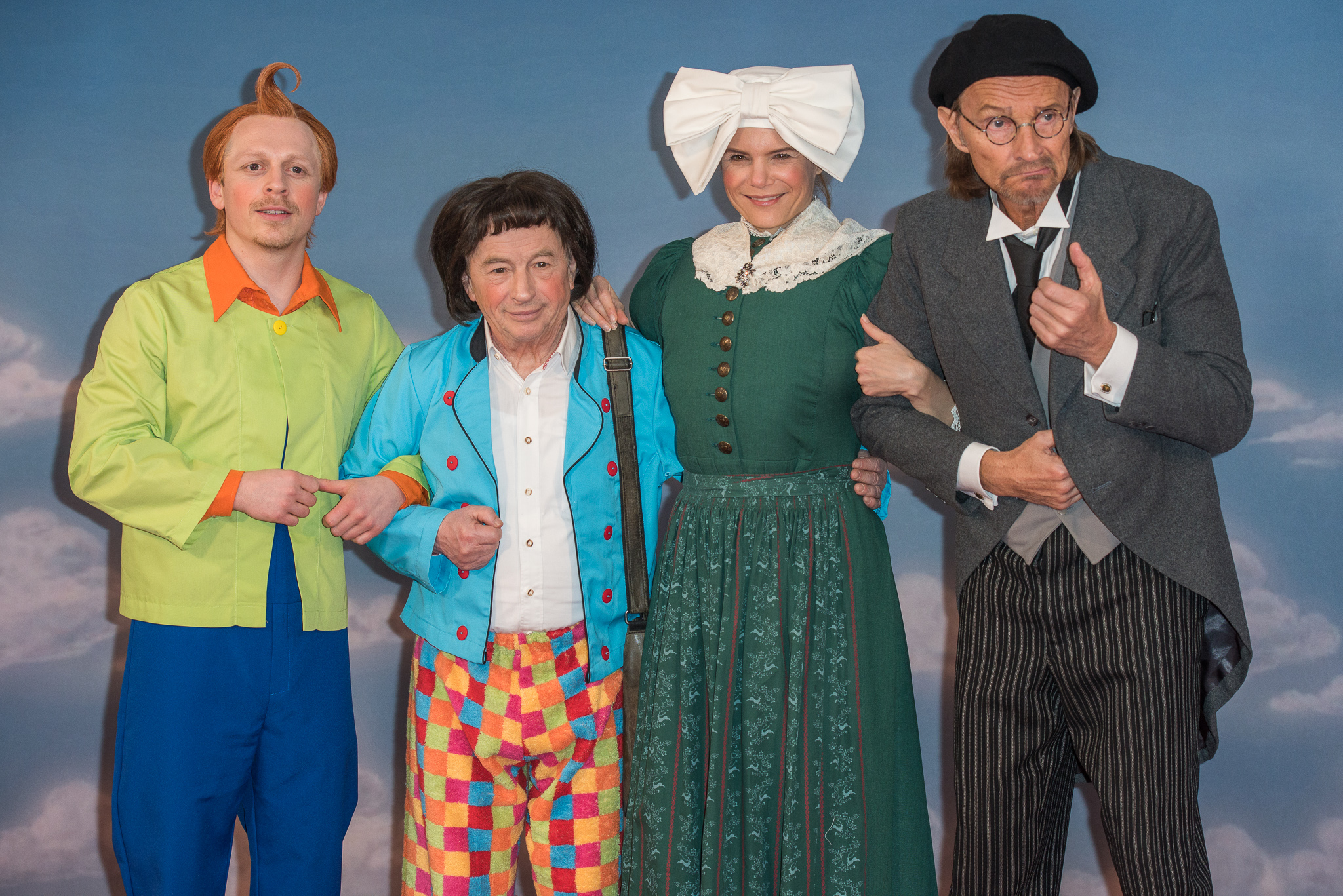
Ferdinand Schmidt-Modrow (links) bei Fastnacht in Franken 2018 mit Gerd Lohmeyer, Silke Popp und Eisi Gulp

Ferdinand Schmidt-Modrow (* 30. April 1985 in Aichach; † 15. Januar 2020 in Bremerhaven) war ein deutscher Schauspieler.

## Leben
Sein Vater stammt aus Hamburg und seine Mutter aus Ulm. Schmidt-Modrow wuchs im oberbayerischen Waidhofen auf. Er besuchte das Gymnasium in Schrobenhausen und spielte dort seit der 5. Klasse am Schultheater mit. Sein Filmdebüt war Grenzverkehr von Stefan Betz, dessen Dreharbeiten zwischen der 12. und 13. Klasse stattfanden. Die Rolle in Grenzverkehr bekam er, nachdem er sich auf eine Anzeige der Produktionsfirma in der Schrobenhausener Zeitung gemeldet hatte.
Des Weiteren spielte er in den Filmen Beste Zeit, Beste Gegend und Beste Chance von Marcus H. Rosenmüller mit. Für die Rolle des „Rocky“ im Film Beste Zeit wurde er 2007 für den Förderpreis Deutscher Film in der Kategorie Bester Nachwuchsschauspieler nominiert. 2008 war Schmidt-Modrow in der Verfilmung von Die Welle zu sehen. Er absolvierte seine Ausbildung an der Neuen Münchner Schauspielschule.
Im November 2008 konnte man Ferdinand Schmidt-Modrow im Live-Hörspiel Spring Heeled Jack in der Pasinger Fabrik in München auf der Bühne sehen. 2010 spielte er bei den Luisenburg-Festspielen den „Flori“ im Volksstück Der Brandner Kaspar und das ewig’ Leben. 2011 war er im Film Eine ganz heiße Nummer als „Jakob“ zu sehen. Seit 2017 spielte er den unkonventionellen Pfarrer „Simon Brandl“ in der Fernsehserie Dahoam is Dahoam.
Schmidt-Modrow starb im Januar 2020 in Bremerhaven im Alter von 34 Jahren an den Folgen eines Speiseröhrenrisses.

## Filmografie (Auswahl)
- 2005: Grenzverkehr
- 2007: Beste Zeit
- 2008: Beste Gegend
- 2008: Die Welle
- 2011: Eine ganz heiße Nummer
- 2011: Um Himmels Willen – Jung gefeit (Fernsehserie)
- 2011: Föhnlage. Ein Alpenkrimi
- 2013: Der blinde Fleck
- 2013: Das Märchen von der Prinzessin, die unbedingt in einem Märchen vorkommen wollte
- 2014: Beste Chance
- 2015: Die Dienstagsfrauen – Zwischen Kraut und Rüben (Fernsehfilm)
- 2016: Sturm der Liebe (Telenovela, 7 Folgen)
- 2017–2020: Dahoam is Dahoam (Fernsehserie)
- 2017–2019: Akte Lansing (Fernsehserie)
- 2017: Falsche Siebziger
- 2017: Abi ’97 – gefühlt wie damals
- 2018: Ritter von trauriger Gestalt (Kurzfilm)
- 2018: Servus Baby (Fernsehserie, 1 Folge)
- 2018: Arthurs Gesetz (Fernsehserie, drei Folgen)
- 2019: Zu weit Allein
- 2019: Zu weit weg – aber Freunde für immer!
- 2020: Fraueng’schichten (Comedyserie, 3 Folgen)

Der Komödienstadel
- 2009:	Glenn Miller & Sauschwanzl
- 2012: Hummel im Himmel
- 2013: A Mordsgschicht
- 2014: 1001 Nacht in Tegernbrunn
- 2016: Ein Garten voll Schlawiner
- 2019: Ein Bayer in der Unterwelt

Die Rosenheim-Cops
- 2009: Gefährliche Nachbarn
- 2012: Tod im Bioladen